# 九芎橋
九芎橋，是新北市瑞芳區的一個地名，位於該區東南部。相較於今日行政區，其範圍大致為弓橋里不含南部。

## 歷史
台灣清治末期，九芎橋地區為一街庄，稱為「九芎橋庄」，隸屬於基隆堡。該庄北與柑仔瀨庄、焿仔藔庄、九份庄為鄰，東與武丹坑庄為鄰，南邊為石壁坑庄，西邊為三爪仔庄（《臺灣堡圖》誤寫為「三瓜仔庄」）。
1901年（日治明治三十四年）11月，該庄隸屬於基隆廳，編入第三區。1905年（明治三十八年）7月，第三區改名「瑞芳區」。1920年（大正九年），該庄改制為「九芎橋」大字，隸屬於臺北州基隆郡瑞芳街。
戰後瑞芳街改制為瑞芳鎮，隸屬於臺北縣，大字亦改制為里。2010年12月，臺北縣升格為新北市，瑞芳鎮改制為瑞芳區。

## 交通
市道102號經過九芎橋地區東部，往南可前往雙溪，往北轉西可前往瑞芳市區、基隆。鄉道北37線經過本地區西部邊界地帶，往北可至柑子瀨接市道102號，往南轉東南可經猴硐、石壁坑至牡丹接市道102號。

## 學校
- 猴硐國小